# Metallurgiekombinat Dnipro

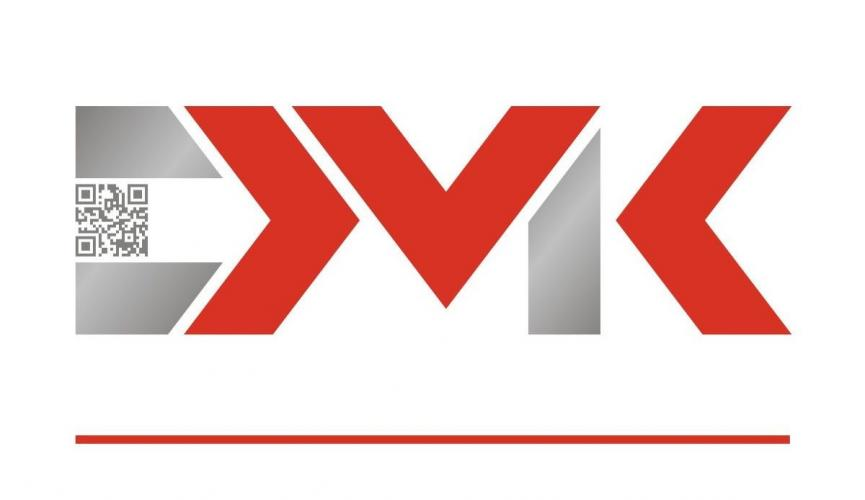
DMK Logo

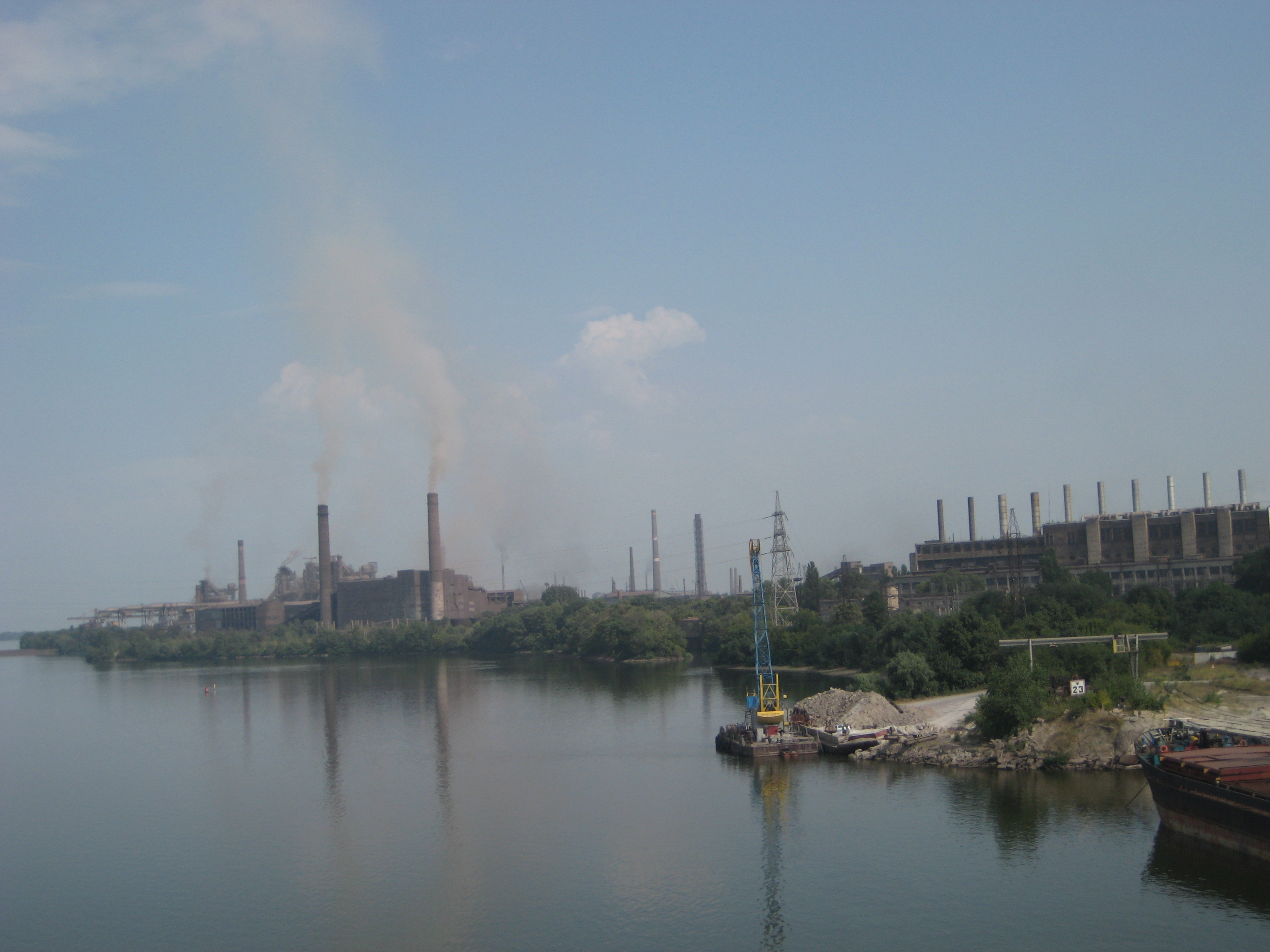
Blick auf das Unternehmen (2010)

Das Metallurgiekombinat Dnipro  (ukrainisch Дніпровський металургійний комбінат; kurz DMK) ist eines der größten Unternehmen der Ukraine mit Sitz in Kamjanske. Im Werk werden jährlich rund 4350 Tonnen Gusseisen, 3850 Tonnen Rohstahl und 3829 Fertigstahl erzeugt. DMK ist der einzige Lieferant in der Ukraine für axiale Rohlinge für den Schienenverkehr, Spulenpfähle, Schienenkontakt für die U-Bahn, Stahlschleifkugeln, Rohrleitungen usw. Es ist in der Liste der Unternehmen von strategischer Bedeutung für die Wirtschaft und Sicherheit der Ukraine enthalten. Das Unternehmen ist heute eine Aktiengesellschaft und beschäftigt mehr als 10.500 Mitarbeiter.
Von 1925 bis 1991 war es als Kombinat nach Felix Dserschinski benannt. Im Rahmen des deutschen Iwan-Programmes (1942–1943) wurde das Unternehmen ab 1942 zur Munitionsherstellung (Granaten) verwendet. Während dieser Zeit war das Unternehmen 1943 in den deutschen Dnjepr-Stahl-Konzern integriert (unter dem Namen Kurmarkhütte).